# Грб Софије
Грб града Софије је приказан на штиту подељеном на четири једнака дела. У горњем левом углу је приказана слика са новчића из древног града Сердике, а у горњем десном је приказана Црква свете Софије, по којој је град и добио име. У доњем левом је приказана планина Витоша, планина у чијем подножју се налази град, а у доњем десном углу је златни балдахин и статуа Аполона Медикуса који представљају минералне изворе око града. У средини, пре њих, налази се мали штит, на којем је приказан лав у скоку, традиционални симбол Бугарске. На већи штит је постављена круна у виду бедема и кула, типичан елемент градске хералдике. Испод штита приказана је трака са мотоом града: „Расте, али не стари“ (буг. Расте, но не старее).

## Историја
Првобитно је грб Софије направљен 1900. године, од стране Харалампија Тачева, Ивана Мрквичка и Ватислава Добруског. Тада је кнез Фердинанд и одобрио тај грб.
Временом су на основни грб додавани нови елементи. Мото је први пут употребио Харалампи Тачев 1911. године, који је грбу 1928. додао и ловорове гранчице. Борис Ангелушев је 1940. представио поједностављену верзију грба, на коју је 1974. Иван Радојев ставио петокраку звезду и додатно стилизовао грб. После демократских промена, у званичну употребу је враћена верзија грба Харалампи Тачева из 1928. године.
- 1900—1911
- 1911—1928
- 1928—1974
- 1974—1991
- 1991